# Valbrug
De valbrug is een beweegbare brug waarvan het brugdek draait om een as evenwijdig aan het water. De valbrug komt voornamelijk voor bij kastelen, maar ook bij sommige stadspoorten is de valbrug toegepast. De valbrug verbindt het kasteel of de stad met het omliggende gebied. Als de brug is geopend en de brug dus verticaal staat is het kasteel of de stad afgesloten van de buitenwereld.
Aan beide punten van de valbrug zit een ketting of een kabel. Via twee gaten in de muur zijn deze kettingen of kabels verbonden met een oprolmechanisme. Met behulp van dit oprolmechanisme wordt de brug omhooggetrokken.
Uit de valbrug is later de ophaalbrug ontstaan. In tegenstelling tot de valbrug heeft de ophaalbrug een contragewicht, zodat het openen van de brug veel minder energie vergt.